# Canonici regolari della Congregazione lateranense austriaca
I canonici regolari della Congregazione lateranense austriaca (in latino Congregatio Canonicorum Regularium S. Augustini Lateranensium Austriaca) sono la federazione di sei monasteri sui iuris di canonici regolari: fanno parte della Confederazione dei canonici regolari di Sant'Agostino.

## Storia
A partire dall'XI secolo la vita canonicale in Austria conobbe una straordinaria fioritura e nel XVIII secolo esistevano ventotto abbazie autonome: a causa della politica ecclesiastica dell'imperatore Giuseppe II, tutti i monasteri che non praticavano l'insegnamento o attività ospedaliere vennero soppressi e solo sei comunità di canonici sopravvissero.
Questi monasteri superstiti (Sankt Florian, Herzogenburg, Klosterneuburg, Reichersberg, Vorau e Novacella), con decreto della Sacra Congregazione per i vescovi e i regolari del 25 giugno 1907, vennero federati in una congregazione che venne aggregata ai canonici regolari della Congregazione del Santissimo Salvatore lateranense.
Con la lettera apostolica Caritas Unitas del 4 maggio 1959, papa Giovanni XXIII riunì questa e altre quattro congregazioni nella Confederazione dei canonici regolari di Sant'Agostino.

## Organizzazione della congregazione
La Congregazione Lateranense Austriaca è la federazione di sei monasteri sui iuris: a capo di ciascuna delle sei comunità autonome è posto un preposito, eletto a vita dai canonici del monastero, assistito da un decano, eletto con mandato di sei anni. Le decisioni di minore importanza vengono prese dal preposito e dal consilium, composto da alcuni delegati in rappresentanza dei canonici, mentre le questioni più rilevanti vengono discusse dal capitolo plenario, composto da tutti i membri della comunità.
I prepositi, i decani e i delegati di ogni monastero compongono il capitolo generale della congregazione, che si riunisce per eleggere, tra i prepositi, l'abate generale della congregazione (con mandato quinquennale).

## Attività e diffusione
I canonici regolari della congregazione si dedicano al culto liturgico solenne, al ministero pastorale, all'educazione della gioventù e all'ospitalità: ogni monastero conserva caratteri propri ed è, in certi casi, dedito ad attività specializzate e particolari.
Cinque delle sei abbazie si trovano in territorio austriaco, una in Alto Adige (Novacella).
Alla fine del 2015 alla congregazione appartenevano 153 canonici, 133 dei quali sacerdoti, in 6 case.